# Pruikzwam
De pruikzwam (Hericium erinaceus) is een parasitaire schimmel uit de stam van de steeltjeszwammen (Basidiomycota) en komt voor in Noord-Amerika, Europa en Azië. Het vruchtlichaam is een eetbare en medicinale paddenstoel en kan herkend worden aan de lange, hangende stekels. Hij groeit vrijwel uitsluitend hoog in oude beukenbomen. Incidenteel komt hij ook voor op andere loofbomen (zomereik, linde, plataan, lijsterbes en Robinia) en dan meestal ook hoog in de boom .

## Naamgeving
De soortaanduiding erinaceus betekent egel en is een verwijzing naar de lange stekels. Ook de Nederlandse namen pruikzwam en apekop refereren hieraan. In Nederland en België wordt de zwam vaak verhandeld onder de Franse naam pom pom blanc, daar hij veel lijkt op de witte pompoms zoals cheerleaders die gebruiken.
Naast het Engelse pom pom mushroom worden ook de termen lion's mane mushroom ('leeuwenmanenpaddenstoel'), bearded tooth mushroom of bearded tooth fungus ('bebaarde tandpaddenstoel'), satyr's beard ('satyrs baard') en bearded hedgehog mushroom ('bebaarde egelpaddenstoel') gebruikt. In het Duits, het Chinees en het Vietnamees wordt de pruikzwam respectievelijk Affenkopfpilz, hóu tóu gū en nấm đầu khỉ genoemd, wat letterlijk vertaald 'aap-kop-paddenstoel' betekent. In Korea wordt de zwam Norugongdengi-beoseot genoemd: 'hertenstaartpaddenstoel'.

## Uiterlijke kenmerken
Vruchtlichaam

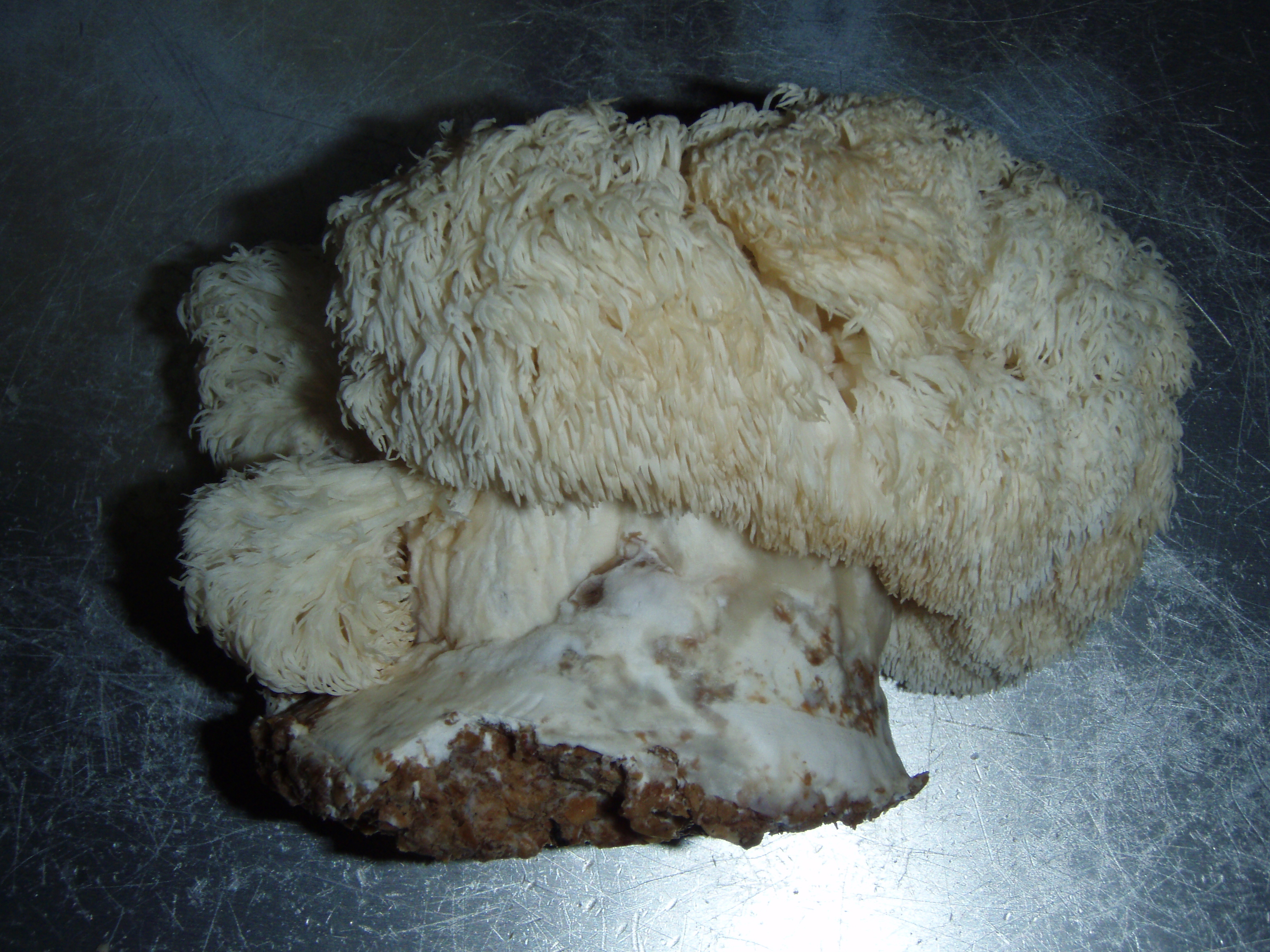
Zijaanzicht met een zichtbare korte steel

Het knolvormige vruchtlichaam van de pruikzwam is wit, crème, geel of lichtoranje. Gewoonlijk bereikt de zwam een doorsnede tot 25 centimeter, grotere exemplaren kunnen 50 centimeter groot worden. Het vruchtlichaam bestaat uit een of meer dakpansgewijs gerangschikte lobben waaraan stekels hangen.
Stekels
De stekels hebben een lengte van 1-6 centimeter en een dikte van 1,5-2 mm. 
Steel
Sommige pruikzwammen hebben een korte steel, bij anderen ontbreekt deze geheel. 
Geur en smaak
De geur en smaak zijn fungoid, later wordt deze bitter.
Sporen
De sporenafdruk is wit. De sporen zijn kleurloos, rond en hebben een glad of licht wrattig oppervlak. De afmeting is 5-7 × 4-6 micrometer. Deze sporen kunnen meer dan zeven jaar levensvatbaar blijven en worden bewaard onder anaërobe omstandigheden. De ontkieming van Chlamydospore vereist 30 tot 52 uur, met een slagingspercentage van 32 tot 54%. De sporenproductie is het hoogst in de middag. Lagere relatieve vochtigheid kunnen sporulatie bevorderen, maar een te lage relatieve vochtigheid is niet gunstig de totale sporenproductie.

## Levenswijze
De pruikzwam is een witrot veroorzakende zwakteparasiet, die groeit op stamwonden van oude loofbomen in parken en langs lanen. Meestal is de gastheer een beuk, maar de pruikzwam is ook aangetroffen op eiken en robinias. Nadat de boom is afgestorven leeft de zwam nog een geruime tijd als saprofyt op het rottende hout. Er zijn exemplaren bekend die 20 jaar aan dezelfde boom leefden en men veronderstelt dat 40 jaar mogelijk moet zijn.
De vruchtlichamen verschijnen laat in de zomer tot in de herfst. In deze periode worden de sporen gevormd op de lange stekels.

## Verspreiding
De pruikzwam is inheems in Noord-Amerika, Europa en Azië. In Europa is de zwam echter zeldzaam en staat hij in dertien landen op de rode lijst. In Noord-Europa volgt zijn verspreidingsgebied die van de beuk. Hij staat op de Nederlandse Rode Lijst van paddenstoelen in de categorie bedreigd. Ook in België is de status van de zwam opgenomen als 'bedreigd'.
In Nederland komen pruikzwammen vooral voor in Gelderland, Brabant en in de Zuid-Hollandse- en Noord-Hollandse duinen met het talrijkste in het Zuid-Gelderland, de Utrechtse heuvelrug, het westelijk deel van Noord-Brabant en de Hollandse binnenduinrand.

## Culinair gebruik

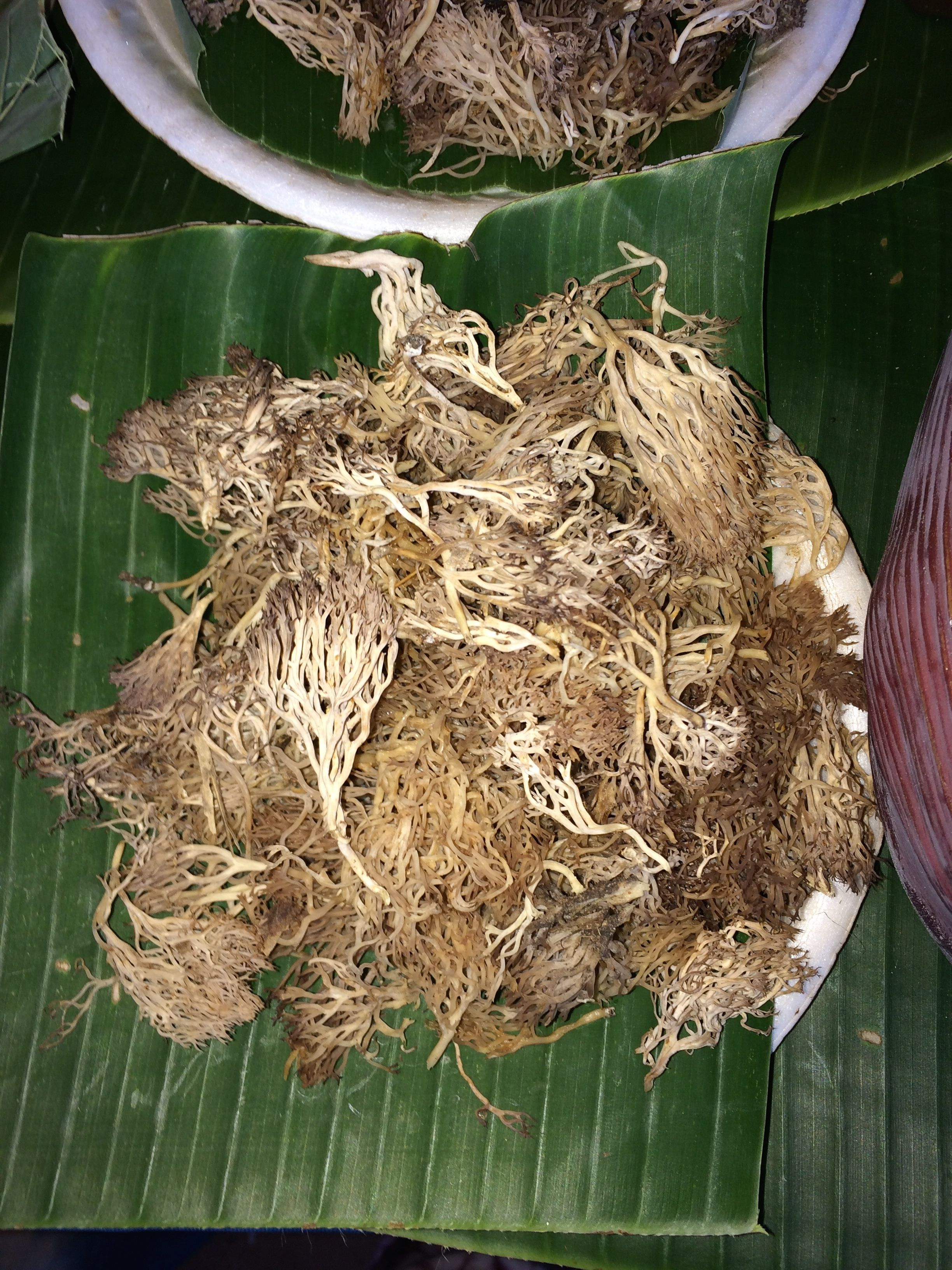
Gebakken pruikzwam als vleesvervanger

De pruikzwam is een eetbare paddenstoel en heeft een milde, zoete smaak, die soms met die van kreeft wordt vergeleken. In de Chinese keuken wordt hij vaak gebruikt als vleesvervanger. Voor culinair gebruik worden pruikzwammen op boomstammen of gesteriliseerd zaagsel gekweekt en vers of gedroogd verkocht. Ook zijn er pakketten in de handel om zelf pruikzwam te kweken.

## Medisch gebruik
De pruikzwam wordt al eeuwenlang gebruikt in de traditionele Chinese geneeskunde en nog steeds wordt de zwam gebruikt als medicijn. Sommige stoffen in de paddenstoel als threitol, arabitol en palmitinezuur bijvoorbeeld reguleren de lipidespiegel, verlagen de suikerspiegel en fungeren mogelijk als antioxidanten. De pruikzwam wordt ook verwerkt in medicijnen om maagzweren en slokdarmkanker te behandelen.